# ミラクルジャグラー
ミラクルジャグラーは、2011年11月に北電子が発売した5号機のパチスロ機。保安通信協会（保通協）における型式名は「ミラクルジャグラーK」。本項では後継機である「スーパーミラクルジャグラー」、および「ウルトラミラクルジャグラー」についても記載する。

## 概要
ボーナスのみでコインを稼ぐAタイプに相当する。ジャグラーシリーズの5号機としては本作が第10作目に当たる。過去のジャグラーシリーズから種々の要素を組み込んでおり、プレミア演出の総数はシリーズ最多となっている。
ボーナスの獲得枚数は、ビッグボーナスで純増312枚（345枚を超える払い出しで終了）、レギュラーボーナスで104枚（105枚を超える払い出しで終了）となっている。通常時は1-3枚がけ、ボーナスゲームは2枚がけとなっている。なお天井は搭載されていない。
特筆すべきは設定によるレギュラーボーナスの確率である。これまでのジャグラーシリーズは高設定ほどボーナス確率も高くなっているのだが、ミラクルジャグラーだけは設定5が最も高く、順に4→6→3→2→1の順に低くなっている。またビッグとレギュラーを合わせた合成確率だと、設定5と設定6は同率となっている。そのため、高設定を狙う立ち回りの際はこれまでのジャグラーとは違う点に注意する必要がある。
ボーナス確率については後述する。

### 主なプレミア演出
プレミア演出はBIG成立の1/8で発生する。つまり発生した時点でビッグボーナスが確定する。
- 7揃いテンパイでテンパイ音なし。

通常時の7絵柄がライン上にテンパイすると鳴るはずの音が鳴らない。
- BAR揃いテンパイでテンパイ音あり。

通常時のBAR絵柄はテンパイしても鳴らないはずのテンパイ音が鳴る。
- オールガコッ

レバーを叩く際、および停止ボタンを都度押す際に、GOGO!ランプが点灯すると同時に生じる「ガコッ」という音が発生する。
- 筐体左上のピエロランプ点灯

GOGO!ランプが点灯した次のゲームにレバーを叩いた直後にピエロランプが点灯することがある。
- パネル消灯

クラシックジャグラーで搭載されていたものと同じく、レバーオンでGOGOランプ点灯と共にパネルが消灯する。
- 流星フラッシュ

第3停止直後、リール右上から左下へとフラッシュしていき、最終的にはGOGO!ランプが点灯する。
- Vフラッシュ

これも第3停止直後、リールのイルミネーションがめまぐるしく変わった後でアルファベットのV字の形にフラッシュする。
- 第3ボタン押しっぱなし→台枠ランプなど作動

第3ボタンを押してリールを停止させた後、暫くボタンを離さないで押しっぱなしの状態にしていると、台枠外側のサイドランプなどが動作する。
- 逆回転

レバーを叩いた直後、全リールが逆回転する。しばらくすると普通の回転に戻り、GOGO!ランプが高速でフラッシュする。
- フリーズ

レバーオンからフリーズするロングタイプと、第1-第3ボタンを押してもリールが動いたままになるショートタイプが存在する。マイジャグラーに搭載されていた機能だが、本機はフリーズが解除される際に「ボタンを押してください」、「リールを止めてください」、「告知ランプが点灯します」と音声で案内される。
- 中段チェリー

厳密には演出ではなく、小役重複BIG確定役の紹介となる。過去のシリーズでは制御により中段チェリーが止まらないものも存在したが、本機は3枚がけ順押しの場合に限り左リール中段にチェリーが出現することがある。通常時に中段チェリーが停止した場合はチェリー重複でのビッグボーナスが確定する。

### ボーナス中の音楽
ボーナス後5G以内にビッグボーナスが成立すれば、ボーナス中のBGMが「新世界」、「威風堂々」、「天国と地獄」のいずれかに変化する。なお前述の逆回転プレミアが発生した場合は、逆回転中から「新世界」が演奏される。

## ボーナス確率
BIGは7絵柄揃い、REGは7・7・BARの1種類ずつ。
確率と機械割はいずれもメーカー発表値。
| 設定 | BIG確率 | REG確率 | 合成確率 | 機械割 |
| ---- | ------- | ------- | -------- | ------ |
| 1    | 1/292.6 | 1/468.1 | 1/180.1  | 95.7%  |
| 2    | 1/282.5 | 1/431.2 | 1/170.7  | 97.5%  |
| 3    | 1/273.1 | 1/399.6 | 1/162.2  | 99.0%  |
| 4    | 1/268.6 | 1/341.3 | 1/150.3  | 101.2% |
| 5    | 1/256.0 | 1/309.1 | 1/140.0  | 103.9% |
| 6    | 1/230.8 | 1/356.2 | 1/140.0  | 107.9% |

## スーパーミラクルジャグラー
2017年6月から稼動を開始した後継機。形式名は「スーパーミラクルジャグラー/KU」。ボーナスの確率が前作より上昇している。なお、前作では設定5と6が合成確率は同じだったが、本作では他のシリーズ同様6の方が少し合成確率が高くなっている。また、前作同様レギュラーの確率が設定5で一番高くなっている。
（確率と機械割はいずれもメーカー公式HPで発表のもの）
| 設定 | BIG確率 | REG確率 | 合成確率 | 機械割 |
| ---- | ------- | ------- | -------- | ------ |
| 1    | 1/282.5 | 1/468.1 | 1/176.2  | 96.0%  |
| 2    | 1/273.1 | 1/431.2 | 1/167.2  | 97.8%  |
| 3    | 1/268.6 | 1/372.4 | 1/156.0  | 99.5%  |
| 4    | 1/256.0 | 1/341.3 | 1/146.3  | 102.0% |
| 5    | 1/251.1 | 1/304.8 | 1/137.7  | 104.5% |
| 6    | 1/230.8 | 1/332.7 | 1/136.2  | 108.1% |

### プレミア演出（スーパーミラクルジャグラー）
前作の物に加え、以下の演出が追加された。
- リール高速回転

ゲーム開始後、リールが通常以上の速度で高速回転し、その後一旦7が揃ってランプが点灯した後、通常回転に戻る。前作のプレミアムBGMだった「天国と地獄」は本演出時発生時のみのプレミアムBGMに変更。
- ベコたんフリーズ

ゲーム開始後、リプレイが揃った時の音が牛の鳴き声になりリールが再回転、7が揃い「ガコッ」音と共にランプが点灯、その後通常回転に戻る。
- リールロック

開始時、一旦リールが少しだけ上に上がってから通常回転する。
- 流星フラッシュ

これは前作にもあった演出だが、新たに上部の流れ星ランプに光が集まった後にリールに光が流れる演出が追加されている。
- 炎

リール停止毎に上部の流れ星ランプに炎が走る。
- リールびっくん

一瞬リールが停止した後再び回転する。
また、ボーナス5ゲーム以内にビッグを引いた場合のプレミアムBGMは「きらきら星変奏曲」「ワルキューレの騎行」「カノン」の3曲に変更された。

## ウルトラミラクルジャグラー
2024年12月2日から稼働を開始した。形式名は「SウルトラミラクルジャグラーKT」。6号機基準のため、ビッグボーナスで純増240枚（266枚を超える払い出しで終了）、レギュラーボーナスで96枚（98枚を超える払い出しで終了）となっている。その分、確率は5号機よりアップしている。通常時は1-3枚がけ、ボーナスゲームは2枚がけ。盤面上部にはほうき星を模したLEDランプが搭載され、プレミアム演出などで特徴的な光り方をする。（後述）
BIGは7絵柄揃い、REGは7・7・BARの1種類ずつ。先告知が1/4（レバーオン時・リール回転開始時・停止ボタンランプ点灯時）・後告知（第3停止ボタンオフ）が3/4である。単チェリーや中段チェリー出現は、ボーナス確定が濃厚である。
（確率と機械割はいずれもメーカー公式HPで発表のもの）
| 設定 | BIG確率 | REG確率 | 合成確率 | 機械割 |
| ---- | ------- | ------- | -------- | ------ |
| 1    | 1/267.5 | 1/425.6 | 1/164.3  | 97.0%  |
| 2    | 1/261.1 | 1/402.1 | 1/158.3  | 98.1%  |
| 3    | 1/256.0 | 1/350.5 | 1/147.9  | 99.8%  |
| 4    | 1/242.7 | 1/322.8 | 1/138.6  | 102.1% |
| 5    | 1/233.2 | 1/297.9 | 1/130.8  | 104.5% |
| 6    | 1/216.3 | 1/277.7 | 1/121.6  | 108.1% |

### プレミア演出（ウルトラミラクルジャグラー）
ボーナス5ゲーム以内にビッグを引いた場合のプレミアムBGM（ミラクル演出つき）は「きらきら星変奏曲」「ワルキューレの騎行」「カノン」に加え、「木星」が加わった。またそれ以外のプレミアムBGMは「新世界」、「天国と地獄」となる。いずれも、BGMとプレミアム演出（特に、演出としてのリールの逆回転や特徴的な動き）が対応している。
ほかに、前作の物に加えて以下の演出が追加された。
- オーロラ

停止ボタンごとに、盤面上部のほうき星ランプがオーロラのように光って流れる。
- ほうき星ランプ点灯

次ゲームベット時に、ほうき星ランプがレインボーに変化。
- 流れ星

ほうき星ランプから光が流れて、左下のGOGOランプを点灯させる。
- GOGO！ランプ吸収

ほうき星ランプからの光を、左下のGOGOランプが吸い取り点灯する。
- リール停止矛盾

停止ボタンに対応するはずのリールと、異なる部分のリールが停止する。